# 何塞·卡納斯
何塞·卡納斯（西班牙語：José Cañas；1987年5月27日—）是一位西班牙足球運動員。在場上的位置是防守型中場。他現在效力於希臘足球超級聯賽球隊Ionikos。他的職業球員生涯開始於贝蒂斯。